# Happy with What You Have to Be Happy With
Happy with What You Have to Be Happy With je studiové EP britské rockové skupiny King Crimson. Bylo vydáno v říjnu 2002 (viz 2002 v hudbě).

## Popis alba a jeho historie
Deska Happy with What You Have to Be Happy With předchází o půl roku později vydanému klasickému albu The Power to Believe. Obsahuje tři skladby, jež se následně objevily právě na The Power to Believe ale v odlišné úpravě. Jedná se o „Shogonai“, z níž se stala „The Power to Believe“, titulní „Happy With What You Have to Be Happy With“ je delší o jeden refrén, výraznější změna je patrná v „Eyes Wide Open“, která se na EP vyskytuje v akustické verzi. EP Happy with What You Have to Be Happy With doplňuje několik dalších nových skladeb a živá nahrávka „Larks' Tongues in Aspic (Part IV)“ z koncertu, jenž se konal v listopadu 2001 v americkém Nashvillu.

## Seznam skladeb
1. „Bude“ (Belew) – 0:26
2. „Happy With What You Have to Be Happy With“ (Belew, Fripp, Gunn, Mastelotto) – 4:12
3. „Mie Gakure“ (Belew, Fripp) – 2:00
4. „She Shudders“ (Belew) – 0:35
5. „Eyes Wide Open“ (Belew, Fripp, Gunn, Mastelotto) – 4:08
6. „Shoganai“ (Belew) – 2:53
7. „I Ran“ (Belew) – 0:40
8. „Potato Pie“ (Belew, Fripp, Gunn, Mastelotto) – 5:03
9. „Larks' Tongues in Aspic (Part IV)“ (Belew, Fripp, Gunn, Mastelotto) – 10:26
  - „I Have a Dream“
10. „Clouds“ (Belew) – 4:10
  - skrytá skladba „Einstein's Relatives“ (Belew, Fripp, Gunn, Mastelotto)

## Obsazení
- King Crimson
  - Adrian Belew – zpěv, kytara
  - Robert Fripp – kytara
  - Trey Gunn – Warr guitar, baskytara
  - Pat Mastelotto – bicí